# بخش راین
بخش راین یکی از بخش‌های استان کرمان ایران است. مرکز این بخش شهر راین است. این بخش در شهرستان کرمان قرار دارد.

## جمعیت
جمعیت بخش راین به اسناد سایت مرکز آمار در سرشماری (۱۳۹۰) ۱۸۰۵۰ نفر می‌باشد
که ۱۱۰۰۶ ساکن تنها شهر موجود در بخش (شهر راین) می‌باشند و۷۰۴۱ نفر جمعیت روستایی هستند که در دو دهستان سکونت دارند و پرجمعیت‌ترین روستای بخش، روستای گزک ۱۲۹۸ نفراست و روستاهای گروه با ۱۲۳۰ نفر، ده ملک ۵۲۰ نفر و گیشگان ۴۵۰ نفر در رتبه‌های بعدی هستند.

## دیدنی‌های بخش راین
ارگ راین، مناظر طبیعی چون آبشار، چشمه سارهای کوه هزار، چنارهای هزار ساله، سرو چهارصد ساله، دهانه‌های آتشفشانی، چشمه‌های آب معدنی و سه امامزاده، صخره‌ای بنام تخت سلیمان (در نزدیکی روستای گزک)، آبادی اورسال از دیدنی‌های منطقه به حساب می‌آیند.
کوه هزار: این کوه با ارتفاع ۴۵۰۱ متر، چهارمین کوه بلند ایران و مرتفع‌ترین قله جنوب این کشور است. منطقه ییلاقی کوه هزار با با آب و هوای دلپذیر و آبشار راین که در دل این کوه قرار دارد در فصل بهار و تابستان پذیرای میهمانان زیادی می‌باشند. مرتفع‌ترین روستای مسکونی ایران، روستای باب زنگی با ارتفاع بیش از ۳۳۰۰ متر در کوه هزار قرار دارد.
چنارهای هزار ساله: در کنار مسجد جامع راین چنارهای بسیار بزرگی وجود دارد که قدمت آن‌ها به بیش از هزار سال می‌رسد. یکی دیگر از جاذبه‌های طبیعی راین، سرو چهارصد ساله‌است که در خیابان طالقانی راین مقابل حرم امامزاده زید قرار دارد. بلوار افلاطون از دیگر جاذبه‌های این شهر است که نظر هر مسافری را جلب می‌کند. وجود درختان بسیار در این بلوار زیبایی خاصی به آن بخشیده‌است.
دهانه‌های آتشفشانی و چشمه‌های آب معدنی: دهانه آتشفشانی راین در نزدیکی روستای قلعه حسنعلی به همراه چهارده دهانه کوچکتر از دیدنی‌های طبیع منطقه‌است. در سی کیلومتری جنوب راین چشمه‌های آب معدنی از دسته آب‌های کلروره، سدیک، بی کربنات، کلسیک سنگین و شبیه آب معدنی اوریاژ ایزر فرانسه وجود دارد. آب این چشمه‌ها خوراکی نیست اما گفته می‌شود برای درمان خارجی بیماری‌های راشیتیسم، لنفاتیسم و رماتیسم مؤثرند.

## معادن راین
معادن مرمر راین شهرتی جهانی دارند. حرم علی در نجف و عمارت تاج محل، زیباترین بنای تاریخی هند گویای مرغوبیت مرمر راین هستند. برای ساخت عمارت تاج محل از سنگ مرمر سفید استفاده شده‌است. به نقل از کیهانی زاده، این عمارت که ساخت آن از سال ۱۶۳۱ میلادی آغاز شد بخشی از سنگ مرمر آن از ایران حمل شده‌است که از معادن مرمر منطقه راین بوده‌است. همچنین گفته می‌شود شاید مرمرهای مکشوفه در آثار ماقبل تاریخ شهداد از معادن راین آمده باشند.

## کشاورزی
محصولات درختی راین مرغوبند. پسته، گردو، انار، انگور، سیب، گلابی، توت، گیلاس، زردآلو و هلو از جمله محصولات باغی این بخش هستند.

## دامپروری
بز کرکی نژاد راینی جزو نژادهای مشهور است که در تولید کرک (پشم) شهرت جهانی دارد. این نژاد، تنها نژاد کرکی ایران است که به صورت خالص در استان کرمان در محدوده جغرافیایی کوه هزار و شهرستانهای بافت، بردسیر، کرمان، سیرجان، و ارتفاعات جیرفت زیست می‌کند. پراکندگی این نژاد همان‌طور که از طبیعت زیست نژادی آن برمی آید بیشتر در مناطق کوهستانی و مرتفع استان است و در نواحی هموار، پست و دشت گسترش کمتری یافته‌است. در حال حاضر (سال ۱۳۸۶) هر کیلو کرک بز نژاد راینی ۲۰ دلار در بازار جهانی است. قطر کرک این نژاد با ارزش، حدود ۱۷ میکرون است.

## صنایع دستی
از صنایع دستی منطقه راین، دو صنعت قالی بافی و فلزکاری اهمیت بیشتری دارند. چاقوسازی در منطقه راین دارای قدمتی بس طولانی می‌باشد و روش کار آن تقریباً همانند آهنگری است با این تفاوت که در ساخت چاقو از تیغه‌های فولادی استفاده می‌شود و سپس تیغه‌ها را به دسته‌هایی از چوب، شاخ یا فلزی که روی آن کار هنری انجام شده‌است نصب می‌کنند. صنعت قالیبافی نیز در راین رواج دارد اما نسبت به گذشته بافت فرش دستباف کمتر شده‌است.

## روستاهای راین
راین دارای حدود ۹۰ پارچه آبادی و روستا است که حدود ۴۰ تایی آن خالی از سکنه‌است و پرجمعیت‌ترین روستا آن روستای گزک است با ۶۲۲ نفر و کم جمعیت‌ترین آن روستای محمدآباداست: برحسب سرشماری سال ۸۵ جمعیت آن ۴ نفر ثبت شده‌است روستاهای که تعدادی از آن‌ها عبارت‌اند از: گزک، گروه، ده میرزا، حسین‌آباد، گودر، عامریه، ظهرود، بابینی، حکمت آباد، خمبروتک، دودران، فضل‌آباد، زیارتگاه، گهوئیه، محمدآباد، ده ملک، مظفر آباد، دودران، باب زنگی و گیشیگان.